# Herpestomus brunnicornis
Herpestomus brunnicornis là một loài tò vò trong họ Ichneumonidae.